# Donatismo
Il donatismo fu un movimento religioso cristiano sorto in Africa nel 311 dalle idee del vescovo di Numidia, Donato di Case Nere (n. 270 ca.), soprannominato "il Grande" per la sua notevole eloquenza. In questa dottrina ogni fedele doveva portare i capelli in una foggia chiamata "capillus pyramidis" per essere riconosciuto come tale.
Tale dottrina prese le mosse da una critica intransigente nei confronti di quei vescovi che non avevano resistito alle persecuzioni di Diocleziano e avevano consegnato ai magistrati romani i libri sacri. Secondo i donatisti i sacramenti amministrati da tali vescovi (detti traditores, in quanto avevano compiuto una traditio, ovvero la consegna dei testi sacri ai pagani) non sarebbero stati validi. Questa posizione presupponeva, dunque, che i sacramenti non avessero efficacia di per sé, ma che la loro validità dipendesse dalla dignità di chi li amministrava.
Il donatismo fu dichiarato eretico e non compatibile con la fede cristiana dal Concilio di Arles del 314, durante il quale, secondo gli scritti del vescovo e teologo cristiano san Ottato, i testimoni di Donato deposero contro di lui e portarono papa Milziade a scagionare Ceciliano. Milziade morì tre mesi dopo la conclusione del Concilio. Il Concilio affermò come teologia dogmatica il fatto che l'efficacia dei Sacramenti non dipende dalla bontà di chi li conferisce e il carattere perpetuo da essi impresso. Il principio eretico contestato al donatismo è la dipendenza della efficacia dei sacramenti non da Dio stesso, ma dall'uomo che li impartisce: il Concilio stabilì, invece, che tutto è concesso da Dio, in quanto l'uomo, nonostante i suoi sforzi, non potrà mai ritenersi perfetto davanti a Dio; i sacramenti, a differenza di quanto sostenuto dai donatisti, sono doni di Dio.
Donato fu anche considerato scismatico dopo le persecuzioni di Diocleziano, e la condanna del donatismo fu ribadita dal Concilio di Cartagine del 411 per poi estinguersi a seguito della conquista islamica del Magreb. La vicenda dei donatisti è importante non solo per le questioni teologiche, ma anche perché contiene ed esprime una certa dose di nazionalismo punico (attuali Tunisia e Libia), misto a rivendicazioni di riscatto sociale delle classi più deboli, con conseguente ostilità verso Roma.

## Origini
Durante o dopo le grandi persecuzioni del III e IV secolo, la Chiesa cristiana si era spesso interrogata sull'atteggiamento da tenere nei confronti di coloro che, per vari motivi, si erano sottratti al martirio, alla tortura o alla prigionia facendo apostasia, cioè rinnegando la propria fede, e che, passata la tempesta, avevano domandato di essere riammessi nella Chiesa.
La corrente degli intransigenti, come Novaziano intorno al 250 e Melezio di Licopoli intorno al 305, era per la linea dura: nessun perdono. La posizione ufficiale della Chiesa era invece orientata a una nuova accoglienza previa penitenza, come era stato suggerito nel 250 da Cipriano, vescovo di Cartagine.
Lo scisma si generò dalla posizione di Donato, che riteneva non validi i sacramenti amministrati dai "traditores". Quando nel 311 morì il vescovo di Cartagine Mensorio e al suo posto fu eletto il suo diacono Ceciliano (ambedue "traditores" durante le persecuzioni di Diocleziano), Donato e i settanta suoi seguaci si ribellarono, nominando vescovo di Cartagine Maggiorino, parente della nobile Lucilia, gran protettrice del neonato movimento. Maggiorino morì pochi mesi più tardi e gli succedette lo stesso Donato.

## Cause dello scisma
Per risalire all'origine della divisione si deve tornare indietro fino alla persecuzione di Diocleziano. Il primo editto di persecuzione (24 febbraio 303) imponeva la distruzione delle chiese e dei libri sacri e dichiarava i cristiani fuorilegge. Nel 304 seguirono misure ancora più severe, quando il quarto editto ordinò a tutti di offrire incenso agli idoli, minacciando di morte chi si fosse rifiutato.
In Numidia il governatore Floro era famigerato per la sua crudeltà; tuttavia molti funzionari, come il proconsole Anullino, non furono disposti ad andare oltre quanto loro obbligato. Il vescovo Ottato di Milevi affermava che dei cristiani di tutto il Paese alcuni furono confessori, alcuni martiri, altri caddero, cioè abiurarono rinunciando alla loro fede (costoro furono in latino indicati con il termine lapsi, ovvero 'caduti', 'scivolati'); solo coloro che si erano nascosti sfuggirono alla persecuzione. In questo frangente si esaltarono le esagerazioni del carattere africano: Quinto Settimio Fiorente Tertulliano, già cento anni prima, aveva affermato che non era permesso sfuggire alla persecuzione. Adesso, però, alcuni erano andati oltre e si erano offerti volontariamente al martirio. Le loro motivazioni, tuttavia, non erano sempre al di sopra di ogni sospetto.
Mensorio, vescovo di Cartagine, in una lettera a Secondo, vescovo di Tigisi, futuro primate di Numidia, dichiarava di aver vietato a chiunque di onorare come martiri coloro che si erano consegnati di propria iniziativa o che si erano vantati di essere in possesso di copie delle Scritture alle quali non volevano rinunciare. Alcuni di questi, diceva, sono criminali e debitori verso lo Stato, che pensano, in questo modo, di farla finita con una vita indegna di essere vissuta, oppure di cancellare il ricordo dei loro misfatti o, almeno, di ottenere il denaro e godere in carcere dei lussi forniti dalla bontà dei cristiani. I successivi eccessi dei Circoncellioni dimostrarono che Mensorio aveva buoni motivi per proseguire la via che aveva intrapreso. Nella lettera spiegava anche come lui stesso avesse preso i libri sacri della Chiesa e li avesse portati nella sua casa, sostituendoli con un certo numero di scritti eretici, che i magistrati avevano sequestrato senza chiedere nulla; il proconsole, informato dell'inganno rifiutò di perquisire l'abitazione privata del vescovo.
Secondo, nella sua replica, senza redarguire Mensorio, elogiò i martiri che nella sua provincia erano stati torturati e messi a morte per aver rifiutato di consegnare le Scritture e narrò di come egli stesso aveva risposto ai funzionari che lo stavano cercando: "Sono un cristiano ed un vescovo, non un traditor". La parola traditor, da quel momento,  divenne un'espressione tecnica usata per designare coloro che avevano gettato i libri sacri o coloro che avevano commesso i peggiori crimini, come la consegna degli arredi sacri o, persino, dei propri fratelli.
È certo, comunque, che le relazioni tra i confessori detenuti a Cartagine e il loro vescovo siano state tese. Se consideriamo veritieri gli Atti Donatisti dei quarantanove martiri di Abitene, i confessori interruppero la comunione con Mensorio. In questi documenti si afferma che Mensorio fu un traditor per sua stessa ammissione e che il suo diacono, Ceciliano, si accanì contro i martiri più dei loro persecutori: fece posizionare uomini dotati di fruste fuori dalla prigione per impedire loro di ricevere aiuti cosicché il cibo portato grazie alla pietà dei cristiani fu gettato ai cani e le bevande versate in strada, in modo che i martiri, la cui condanna il mite proconsole aveva differito, morissero di fame e di sete in prigione.
Tuttavia, Louis Duchesne ed altri sono convinti che questa storia sia esagerata: i funzionari romani non avrebbero mai permesso che i prigionieri morissero di fame. Per questo motivo si può tranquillamente considerare l'ultima parte degli Atti come irreale. La prima parte, tuttavia, è autentica: riferisce di come alcuni dei fedeli di Abitene si incontrassero e celebrassero il loro consueto servizio domenicale in spregio al decreto imperiale, sotto la guida del sacerdote Saturnino. Per questo motivo considerarono il loro vescovo un traditor e lo disconobbero. Costoro furono arrestati ed inviati a Cartagine. Qui, quando interrogati, fornirono risposte decise e furono messi in prigione da Anulino, che potrebbe averli condannati a morte immediatamente. L'intero racconto è caratteristico del temperamento africano. Si può ben immaginare come il prudente Mensorio ed il suo aiutante, il diacono Ceciliano, potessero essere contestati da alcuni dei più eccitabili del loro gregge.
Grazie ad un verbale di un'indagine effettuata a Cirta, in Numidia, conosciamo nei dettagli le modalità delle indagini sui libri sacri. Il vescovo ed il suo clero si mostrarono pronti a rinunciare a tutto ciò che possedevano, ma non a tradire i loro fratelli; però la loro generosità non fu notevole perché, riportava il verbale, i nomi e gli indirizzi dei cristiani erano ben noti ai funzionari. L'indagine fu condotta da Munazio Felice, curatore della colonia di Cirta. Il funzionario arrivò alla casa del vescovo scortato dai suoi uomini, qui lo trovò in compagnia di quattro presbiteri, tre diaconi, quattro suddiaconi, e diversi fossores (scavatori). Costoro dichiararono che le Scritture non c'erano, ma erano nelle mani dei lettori; infatti, la libreria fu trovata vuota.
Il clero presente rifiutò di fornire i nomi dei lettori, affermando che essi erano noti ai notai; in ogni caso, fornirono un inventario di tutti i beni della chiesa: due calici d'oro, sei d'argento, sei ampolle d'argento, una ciotola d'argento, sette lampade d'argento, due candelabri, sette piccole lampade di bronzo, undici lampade di bronzo con catene, ottantadue tuniche femminili, ventotto veli, sedici tuniche maschili, tredici paia di scarpe maschili e quarantasette paia di stivali femminili. Poi, il suddiacono Silvano consegnò una scatola d'argento ed un'altra lampada d'argento che aveva trovato dietro una brocca. Nella sala da pranzo c'erano quattro botti e sette brocche. Un suddiacono, infine, consegnò un grosso libro. Poi furono visitate le case dei lettori: Eugenio consegnò quattro volumi, Felice il mosaicista cinque, Vittorino otto, Proietto cinque volumi grandi e due piccoli, Vittorio il grammatico due codici e cinque quinios (raccolte composte da cinque fogli); Eutizio di Cesarea dichiarò che non aveva libri; la moglie di Coddeo consegnò sei volumi e dichiarò di non averne altri. È interessante notare che i libri erano tutti codici (in forma di libro), non rotoli, che erano passati di moda nel corso del secolo precedente.
Un esempio di eroismo contrastante si trova nella storia di Felice, vescovo di Tibiuca, che fu trascinato davanti al magistrato il giorno stesso (5 giugno 303) in cui il decreto fu pubblicato in quella città. Questi rifiutò di consegnare qualsiasi libro e fu inviato a Cartagine. Il proconsole Anulino, incapace di fiaccare la sua determinazione, lo inviò a Roma per essere giudicato da Massimiano.
Dopo l'abdicazione di Massimiano (305) la persecuzione, in Africa, sembrò calmarsi, al punto che fu possibile riunire quattordici o più vescovi a Cirta, per scegliere un successore a Paolo. Secondo presiedette il sinodo come primate e, nel suo zelo, tentò di esaminare il comportamento dei suoi colleghi. Essi si riunirono in una casa privata, poiché la Chiesa non era ancora stata restituita ai cristiani. "Dobbiamo prima processare noi stessi ", disse il primate ", per poter ordinare un nuovo vescovo". Disse allora a Donato di Mascula: "Si racconta che sei stato un traditor". "Sai", rispose il vescovo, "come Floro mi abbia cercato per farmi offrire incenso, ma Dio non mi ha consegnato nelle sue mani, fratello. Poiché Dio mi ha dimenticato, vuoi sottopormi tu al Suo giudizio?". "Che cosa dire, allora," disse Secondo "dei martiri? È perché non hanno rinnegato nulla coloro che sono stati coronati". "Mandami a Dio", disse allora Donato, "a Lui renderò conto" (All'epoca un vescovo non era suscettibile di penitenza, la cui somministrazione era riservata a Dio). "Mettiti da una parte", disse il primate, e apostrofò Marino di Aquae Tibilitanae: "Si dice che anche tu sia stato un traditor". Marino rispose: "Ho dato dei documenti a Polluce; ma i miei libri sono al sicuro". La risposta non fu soddisfacente e Secondo gli ordinò: "Vai da quella parte", quindi si rivolse a Donato di Calama: "Si dice che tu sia stato un traditor". "Ho consegnato libri di medicina". Secondo non ci credette o, almeno, pensò che fosse necessaria una prova, così disse nuovamente: "Mettiti in un lato."
Poi Secondo si rivolse a Vittore, vescovo di Russicade: "Si dice che tu abbia consegnato i Quattro Vangeli". Vittore rispose: "È stato il curatore, Valentino; mi ha costretto a gettarli nel fuoco. Perdonatemi questa colpa, e anche Dio me la perdonerà". Secondo disse: "Mettiti da una parte." Dopo un po' di tempo, Secondo disse a Porporio di Limata: "Si dice che tu abbia ucciso i due figli di tua sorella a Mileve". Porporio rispose con veemenza: "Pensi che io sia spaventato da te come gli altri? Cosa hai fatto tu, quando il curatore e i suoi funzionari hanno cercato di farti consegnare le Scritture? Come sei riuscito a rimanere in libertà, se non hai consegnato loro qualcosa, o ordinato di consegnargli qualcosa? Essi certamente non ti consentono di andare senza ottenere nulla! Quanto a me, io ho ucciso ed ucciderò coloro che sono contro di me, non costringermi a dire altro. Sapete che non mi immischio in cose in cui non ho interessi".
A questa risposta, un nipote di Secondo disse al primate: "Sentite cosa dicono di voi? Egli è pronto ad andarsene e a provocare uno scisma, e la stessa cosa vale per tutti coloro che accusi; ed io so che sono in grado di rivoltarsi contro di te e condannarti, trasformandoti nel solo eretico. Che cosa è per te quello che hanno fatto? Ognuno deve rendere conto a Dio". Secondo (come ricordava Agostino d'Ippona), non rispose all'accusa di Porporio, ma si rivolse ai due o tre vescovi che ancora non aveva accusato: "Cosa ne pensate?" Questi risposero: "Essi devono rendere conto solo a Dio". Secondo allora disse: "Voi sapete e Dio sa. Sedete." E tutti risposero: Deo gratias.
Questa storia si è conservata grazie ad Agostino. I donatisti successivi affermavano che fosse falsa, ma testimonianze rese a Zenofilo nel 320 ne confermano l'autenticità. Il Seeck, nonché il Duchesne, sostenevano la loro genuinità. Ottato, inoltre, riportava di un altro vescovo di Numidia, che rifiutò di partecipare al sinodo con il pretesto di una malattia degli occhi, ma in realtà per paura, poiché i suoi concittadini potevano dimostrare che aveva offerto incenso, un crimine di cui gli altri vescovi non si erano macchiati. I vescovi procedettero con l'ordinazione di un nuovo vescovo scegliendo Silvano, il quale, come suddiacono, aveva aiutato nella ricerca degli arredi sacri. La gente di Cirta si rivoltò contro di lui lamentando che era un traditor e chiese la nomina di un certo Donato. Ma la gente delle campagne ed i gladiatori si erano impegnati affinché Silvano si insediasse nella sede episcopale, alla quale fu portato sulle spalle di un uomo di nome Muto.

## Ceciliano e Maggiorino
Gli storici dell'epoca narravano che, quando Mensorio era ancora in vita, un certo Donato di Casae Nigrae fu causa di uno scisma a Cartagine. Nel 311, Massenzio ottenne il dominio sull'Africa ed un diacono di Cartagine, Felice, fu accusato di aver scritto una lettera diffamatoria contro il tiranno. Si disse che Mensorio avesse nascosto il suo diacono nella sua casa e sia stato convocato a Roma. Qui fu prosciolto dall'accusa, ma morì durante il viaggio di ritorno. Prima di partire, però, aveva consegnato gli arredi d'oro e d'argento della chiesa ad alcuni anziani affinché li conservassero e ne aveva anche consegnato un inventario ad una anziana donna affinché lo consegnasse al suo successore. Massenzio lasciò in pace i cristiani, cosicché ebbero modo di eleggere il nuovo vescovo di Cartagine. Questi, come il papa, veniva comunemente consacrato da un vescovo di una sede vicina assistito da un certo numero di aiutanti. Il vescovo di Cartagine non era solamente il primate dell'Africa proconsolare, ma anche delle altre province del Nord Africa comprese la Numidia, l'Africa Bizacena, la Tripolitana e le due Mauretanie, che erano governate dai vicari del prefetto. In ciascuna di queste province la primazia locale non era legata ad alcuna città, ma era rivestita dal vescovo più anziano, finché papa Gregorio I non rese l'ufficio elettivo.
Ottato, nelle sue opere, fece intendere che i vescovi di Numidia, molti dei quali non erano a grande distanza da Cartagine, si aspettavano di avere un certo peso nell'elezione; ma due sacerdoti, Botro e Celestio, che aspiravano ad essere eletti, fecero in modo che fossero presenti solo un piccolo numero di vescovi. Ceciliano, il diacono che aveva tenuto un comportamento così riprovevole nei confronti dei martiri, fu scelto dal popolo, messo al posto di Mensorio, e consacrato da Felice, vescovo di Aptonga o di Abtughi. Gli anziani che avevano in custodia i tesori della chiesa furono obbligati a consegnarlo, poiché, insieme a Botro e Celestio rifiutavano di riconoscere il nuovo vescovo. Essi erano spalleggiati da una ricca matrona di nome Lucilla, che nutriva rancore nei confronti di Ceciliano poiché l'aveva rimproverata per la sua abitudine di baciare l'osso di un martire non canonizzato (non vindicatus) immediatamente prima di ricevere l'eucaristia. Probabilmente, anche in questo caso, si parla di un martire la cui morte fu dovuta al suo mal regolato fervore.
Secondo, quale primate più vicino, si recò insieme ai suoi suffraganei a Cartagine per giudicare la vicenda. Qui, di fronte ad un sinodo di 70 vescovi dichiarò l'ordinazione di Ceciliano non valida, in quanto eseguita da un traditor. Al suo posto fu consacrato un nuovo vescovo, Maggiorino, un membro della casa di Lucilla che era stato lettore nella diaconia di Ceciliano. La matrona provvide al versamento di 400 folles, ufficialmente per i poveri, che finirono nelle tasche dei vescovi. Un quarto della somma fu presa da Porporio di Limata. Ceciliano, però, aveva preso possesso della basilica e della cattedra di Cipriano ed il popolo era con lui, pertanto rifiutò di comparire dinanzi al sinodo. "Se io non sono stato correttamente consacrato", disse ironicamente, "lasciate che mi trattino come un diacono, e imponete nuovamente le mani su di me, anziché su di un altro."
Quando gli venne riferita questa risposta, Porporio esclamò: "Venga qui, così, invece di imporgli le mani, gli romperemo la testa per penitenza". L'opera di questo sinodo, che inviò lettere in tutta l'Africa ebbe una grande influenza, tuttavia, a Cartagine era ben noto che Ceciliano era stato scelto dal popolo e nessuno credeva che Felice di Aptonga avesse consegnato i libri sacri. Roma e l'Italia erano, comunque, in comunione con Ceciliano e la Chiesa del moderato Mensorio non riteneva che la consacrazione da parte di un traditor non fosse valida, o addirittura che fosse illecita, se il traditor era ancora in carica della sua legittima sede. Il concilio di Secondo, invece, aveva stabilito che un traditor non avrebbe potuto agire come vescovo, e che chiunque fosse in comunione con i traditores era fuori dalla Chiesa. Costoro si definirono Chiesa dei martiri e dichiararono che tutti coloro che erano in comunione con i pubblici peccatori come Ceciliano e Felice dovevano necessariamente essere scomunicati.

## La condanna da parte di papa Milziade
Presto molte città ebbero due vescovi, l'uno in comunione con Ceciliano, l'altro con Maggiorino. Costantino, dopo aver sconfitto Massenzio (28 ottobre 312) ed essere divenuto unico imperatore di Roma, si dimostrò cristiano. Scrisse ad Anulino, proconsole d'Africa, ordinando la restituzione delle chiese ai cristiani e l'esenzione dei chierici "della Chiesa Cattolica presieduta da Ceciliano" dalle funzioni civili (Eusebio di Cesarea, Historia Ecclesiastica X, v, 15 e vii, 2). Scrisse anche a Ceciliano (ibidem, X, vi, 1) inviandogli la somma di 3000 folles da distribuire in Africa, Numidia e Mauretania; se fosse stato necessario, il vescovo avrebbe potuto chiedere altre somme. Aggiunse, inoltre, che aveva sentito parlare di persone turbolente che avevano cercato di corrompere la Chiesa e, pertanto, aveva ordinato al proconsole Anulino, ed ai vicari dei prefetti di fermarli, imponendo a Ceciliano di rivolgersi a questi funzionari, qualora lo avesse ritenuto necessario.
La fazione avversaria non perse tempo. Pochi giorni dopo la pubblicazione di queste lettere, i loro delegati, accompagnati da una folla di persone, consegnarono ad Anulino due fasci di documenti contenenti le denunce della loro fazione contro Ceciliano affinché fossero trasmessi all'imperatore. Ottato ha riportato alcune parti della loro petizione, in cui pregavano Costantino di nominare giudici gallici, luogo in cui la persecuzione non si era abbattuta e che, quindi non potevano essere traditores. Costantino conosceva fin troppo bene le leggi della Chiesa per assecondarli e quindi nominare dei vescovi gallici giudici dei primati d'Africa. Immediatamente riferì della questione al Papa manifestando la sua intenzione di non permettere scismi nella Chiesa cattolica. Affinché gli scismatici africani non avessero alcun motivo di reclamo, tuttavia, ordinò a tre dei principali vescovi di Gallia, Reticio di Autun, Materno di Colonia, e Marino di Arles di raggiungere Roma per partecipare al processo.
Ordinò, quindi, a Ceciliano di presentarsi di fronte a lui con 10 vescovi della sua fazione e 10 dell'altra. Inoltre, inviò al Papa i memoriali contro Ceciliano per sapere quale procedura impiegare al fine di concludere l'intera vicenda secondo giustizia. (Eusebio, Historia Ecclesiastica, X, v. 18). Papa Milziade convocò 15 vescovi italiani per farsi aiutare. Da questo momento in avanti, si può constatare che in tutte le questioni importanti i papi emisero i loro decreti aiutati da un piccolo sinodo di vescovi. I dieci vescovi donatisti (per questo possiamo dare alla fazione questo nome) erano guidati dal vescovo Donato di Casae Nigrae. Ottato, Agostino ed altri apologisti cristiani sostenevano che si trattasse di "Donato il Grande", il successore di Maggiorino quale vescovo scismatico di Cartagine. Ma i donatisti dei tempi di Agostino erano ansiosi di negarlo, poiché non volevano ammettere che il loro rappresentante era stato condannato, ed i cattolici in occasione del concilio del 411 concessero loro l'esistenza di un Donato, vescovo di Casae Nigrae, che si era distinto per l'ostilità a Ceciliano.
I moderni studiosi sono propensi ad accettare questa versione; sembra, tuttavia, inconcepibile che Maggiorino, se fosse stato ancora in vita, non sarebbe stato convocato a Roma. Sarebbe, inoltre, molto strano che un Donato di Casae Nigrae possa comparire dal nulla come leader di una fazione, a meno che Casae Nigrae non fosse semplicemente il luogo di nascita di Donato il Grande. Se si presuppone che Maggiorino fosse morto e che poco prima del processo gli succedette Donato il Grande, si capisce perché di Maggiorino non si sia mai più parlato. Le accuse contro Ceciliano contenute nel memoriale non furono prese in considerazione perché anonime e non provate. Inoltre, i testimoni portati dall'Africa riconobbero che non avevano nulla contro di lui. Donato, d'altro canto, fu condannato per aver affermato di aver ribattezzato e di avere imposto le sue mani in segno di penitenza sui vescovi, pratica vietata dal diritto canonico. Il terzo giorno Milziade emise la sua sentenza: Ceciliano doveva essere mantenuto in comunione ecclesiastica. Se un vescovo donatista fosse tornato alla Chiesa, in una sede dove c'erano due vescovi rivali, il più giovane si sarebbe dovuto ritirare e gli sarebbe dovuta essere affidata un'altra. I donatisti erano furiosi. Un secolo dopo, i loro successori dichiararono che papa Milziade stesso era stato un traditor e che per questo motivo non avevano accettato la sua decisione. In ogni caso, i 19 vescovi di Roma erano in contrasto con i 70 vescovi del sinodo di Cartagine, e questi ultimi chiesero un nuovo giudizio.

## Il primo concilio di Arles
Costantino era infuriato, ma, visto che la fazione donatista in Africa era potente, il 1º agosto 314 convocò un concilio di tutto l'Occidente (cioè, di tutti i territori sotto il suo dominio) ad Arles. Nel frattempo, Milziade era morto ed il suo successore papa Silvestro I ritenne sbagliato lasciare Roma, creando così un precedente che ripeté a Nicea e che i suoi successori seguirono in occasione di quelli di Sardica e di Rimini. Al concilio, tra vescovi e deleghe erano rappresentate fra le 40 e le 50 sedi, tra le quali Londra, York, e Lincoln. Silvestro inviò i suoi legati. Il Concilio condannò i donatisti ed elaborò una serie di canoni; i suoi lavori furono riportati in una lettera al Papa tuttora esistente, ma, come nel caso di Nicea, non sopravvissero Atti dettagliati.
I Padri conciliari, nella loro lettera, salutarono Silvestro dicendo che aveva giustamente deciso di non abbandonare il suo posto, "dove ogni giorno gli Apostoli siedono in giudizio"; fosse egli stato con loro, forse gli eretici sarebbero stati trattati con più severità. Tra i canoni, uno vietava la pratica del ribattezzamento (che era ancora in uso in Africa), un altro dichiarava che coloro che avessero falsamente accusato i fratelli dovevano essere riammessi in comunione solo nell'ora della morte. D'altro canto, ai traditores doveva essere rifiutata la comunione, ma solo quando la loro colpa fosse stata dimostrata da atti ufficiali pubblici; coloro che avevano occupato posti di comando, avrebbero dovuto mantenere i loro incarichi. Il Concilio produsse qualche effetto anche in Africa, ma la maggior parte dei donatisti fu irremovibile. Essi si appellarono all'imperatore. Costantino ne fu sconvolto: "Quale insolente follia!" scrisse " costoro si appellano dal cielo alla terra, da Gesù Cristo a un uomo".

## La politica di Costantino
L'imperatore trattenne gli inviati donatisti in Gallia, dopo che in un primo momento li aveva licenziati. Potrebbe aver pensato di inviarli a Ceciliano per un completo esame della questione in Africa. Il caso di Felice di Aptonga fu, infatti, esaminato per suo ordine a Cartagine nel mese di febbraio 315 (Agostino probabilmente sbagliava quando si riferiva al 314). I verbali dei lavori si sono conservati in maniera parziale; ad essi si riferì Ottato, che li allegò, con altri documenti al suo libro contro i donatisti e vennero spesso citati da Agostino. È stato dimostrato, grazie alla sua confessione ed alla testimonianza di Alfio, il compilatore, che la lettera che i donatisti produssero per dimostrare il reato di Felice, era stata contraffatta da un certo Ingenzio. È stato anche dimostrato che Felice, quando ad Aptonga si svolgeva la ricerca dei testi sacri, era assente. Costantino, infine, convocò Ceciliano ed i suoi avversari a Roma, ma Ceciliano, per qualche sconosciuta ragione, non si presentò.
Ceciliano e Donato il Grande (che adesso era vescovo a tutti gli effetti) vennero quindi convocati a Milano, dove Costantino ascoltò entrambe le parti con grande cura. Qui, questi dichiarò che Ceciliano era innocente ed era un vescovo eccellente (Agostino, Contra Cresconium, III lxxi). Tuttavia, li trattenne entrambi in Italia, inviando due vescovi, Eunomio ed Olimpio, in Africa, con l'idea di mettere da parte sia Donato sia Ceciliano sostituendoli con un nuovo vescovo accettato da tutte le fazioni. Si può presumere che Ceciliano e Donato abbiano approvato questa decisione, ma la violenza settaria che si scatenò rese impossibile applicarla. Eunomio ed Olimpio dichiararono, a Cartagine, che la Chiesa cattolica era quella diffusa in tutto il mondo e che la sentenza pronunciata contro i donatisti non poteva essere annullata. Comunicarono con il clero di Ceciliano e fecero ritorno in Italia.
Donato tornò a Cartagine e Ceciliano, vedendo questo, si sentì libero di fare altrettanto. Infine, Costantino ordinò che le chiese che avevano preso i donatisti avrebbero dovuto essere consegnate ai cattolici. I loro altri luoghi di riunione furono confiscati. Coloro che erano stati condannati persero i loro beni. I soldati scacciarono alcuni donatisti dalle loro case. Un antico sermone sulla passione dei martiri donatisti Donato ed Avvocato, descriveva tali avvenimenti. Se possiamo credere a questo documento, durante una di queste incursioni si perpetrò un vero massacro e fra i morti ci fu persino un vescovo. I donatisti erano orgogliosi di questa "persecuzione di Ceciliano" poiché "il Puro" soffriva per mano della "Chiesa dei Traditori". Il Comes Leonzio ed il Dux Ursacio furono lo speciale oggetto della loro indignazione.
Nel 320, il "Puro" fu sconvolto da cattivi presagi: Nondinario, un diacono di Cirta, ebbe un contenzioso con il suo vescovo, Silvano, che, a causa di ciò venne lapidato (così riportava nella sua denuncia ad alcuni vescovi della Numidia, in cui li minacciava che se non avessero usato la loro influenza presso Silvano, avrebbe raccontato ciò che sapeva di loro). Poiché non ebbe soddisfazione, sollevò la questione dinanzi a Zenofilo, console di Numidia. I resoconti della vicenda ci sono giunti in forma frammentaria grazie allo scritto di Ottato dal titolo di Gesta apud Zenophilum. Nondinario produsse delle lettere scritte da Porporio ed altri vescovi a Silvano e al popolo di Cirta, cercando di mettere pace tra il vescovo e lo scomodo diacono.
Furono letti gli atti di cui sopra e vennero ascoltati dei testimoni, compresi due dei fossores presenti ed un lettore, l'insegnante di grammatica Vittore. Non solo venne dimostrato che Silvano era un traditor, ma anche che aveva assistito Porporio, due sacerdoti e un diacono nel furto di alcune botti di aceto appartenenti alla tesoreria, che erano conservate nel tempio di Serapide. Silvano aveva ordinato un sacerdote per la somma di 20 folles. Fu anche accertato che il denaro donato da Lucilla per i poveri non era stato utilizzato per quello scopo. Così Silvano, uno dei pilastri della Chiesa "Pura", che sosteneva che chiunque fosse in comunione con qualsiasi traditor doveva essere posto al di fuori della Chiesa, si ritrovò egli stesso traditor. Fu mandato in esiliato dal console per aver rubato il tesoro, per aver ottenuto denaro con falsi pretesti, e per essere stato ordinato vescovo con la violenza. I donatisti, in seguito, preferirono dire che fu bandito per essersi rifiutato di entrare in comunione con i "cecilianisti", e Cresconio arrivò a parlare della "persecuzione di Zenofilo".
La fazione donatista dovette gran parte del suo successo alle capacità del suo leader Donato, il successore di Maggiorino. Sembra che abbia davvero meritato l'appellativo di "Grande" per la grande eloquenza e per la forza di carattere. I suoi scritti, tuttavia, sono perduti. La sua influenza all'interno della fazione fu straordinaria. Agostino spesso si scagliò contro la sua arroganza e l'empietà con cui veniva quasi adorato dai suoi seguaci. I suoi contemporanei sostenevano che si beava dell'adulazione di cui era fatto oggetto e, dopo la morte, fu considerato come un martire e gli vennero attribuiti vari miracoli.
Nel 321 Costantino, dopo aver constatato che non avevano prodotto gli effetti sperati, ammorbidì le sue vigorose misure e suggerì ai cattolici di sopportare i donatisti con pazienza. Questo non fu facile poiché gli scismatici diedero il via ad una serie di azioni violente. A Cirta, dove Silvano era rientrato, si impossessarono della basilica che l'imperatore aveva fatto edificare per i cattolici. Poiché costoro non recedevano, Costantino non trovò espediente migliore che costruirne un'altra. In tutta l'Africa, ma soprattutto in Numidia, i donatisti erano molto numerosi. Insegnavano che in tutto il resto del mondo la Chiesa cattolica era finita e che la loro setta era la sola vera Chiesa.
Se un cattolico entrava nelle loro chiese, essi lo scacciavano e lavavano con il sale la parte di pavimento su cui era passato. Qualsiasi cattolico che si univa a loro veniva ribattezzato. Affermavano, inoltre, che i loro vescovi e ministri erano senza colpa, altrimenti i loro ministeri non sarebbero stati validi. Ma in realtà, essi erano dediti all'alcolismo e ad altri vizi. Agostino riportava la testimonianza di Ticonio su un concilio di 270 vescovi donatisti in cui discussero per 75 giorni la questione battesimale. Fuori dall'Africa, i donatisti ebbero un vescovo che risiedeva nella proprietà di un seguace in Spagna e, all'inizio dello scisma, un vescovo nella loro piccola congregazione di Roma, che si riuniva, a quanto pare, su una collina fuori città.

## La persecuzione di Macario
Quando Costantino, dopo aver sconfitto Licinio nel 324 assunse il potere anche ad oriente, fu ostacolato dal sorgere dell'arianesimo nella sua idea di inviare dei vescovi orientali in Africa per regolare le divergenze tra i donatisti ed i cattolici. Ceciliano di Cartagine era presente al Concilio di Nicea del 325 ed il suo successore, Grato, a quello di Sardica del 343. Il conciliabulum degli orientali, in quell'occasione, scrisse una lettera a Donato, come se fosse il vero vescovo di Cartagine; ma gli ariani non riuscirono ad ottenere il sostegno dei donatisti, che guardavano l'intero oriente come avulso dalla Chiesa, che era sopravvissuta solo in Africa.
L'imperatore Costante era ansioso, come suo padre, di portare la pace in Africa, così, nel 347 mandò due emissari, Paolo e Macario, con ingenti somme di denaro da distribuire. Donato, naturalmente, vide in ciò un tentativo di conquistare alla Chiesa cattolica i suoi seguaci con la corruzione, pertanto ricevette gli inviati imperiali con insolenza: "Che cosa ha a che fare l'imperatore con la Chiesa?", disse, e vietò ai suoi fedeli di accettare qualsiasi elargizione da parte di Costante. Da più parti, tuttavia, la missione imperiale, sembra fu accolta in maniera favorevole. Ma a Bagai, in Numidia,  il vescovo Donato riunì i Circoncellioni del circondario, che erano già stati eccitati dai loro vescovi. Macario fu costretto a chiedere la protezione delle legioni. I Circoncellioni li attaccarono ed uccisero due o tre soldati. Le truppe, allora, divennero incontrollabili e uccisero alcuni dei donatisti. In seguito, questo sfortunato incidente fu continuamente rinfacciato ai cattolici, che i donatisti soprannominarono macariani, e che dichiaravano che Donato di Bagai era stato precipitato da una roccia e che un altro vescovo, Marcolo, era stato gettato in un pozzo.
Gli atti di altri due martiri donatisti del 347, Massimiano e Isacco riportavano che, dopo l'inizio delle violenze, gli inviati imperiali avevano ordinato ai donatisti di riunirsi con la Chiesa, volenti o nolenti. Molti dei vescovi scapparono insieme ai loro seguaci; pochi si unirono ai cattolici ed i rimanenti furono banditi. Donato il Grande morì in esilio intorno al 355. Un donatista chiamato Vitellio, compose un libro per dimostrare che i servi di Dio erano odiati da tutto il mondo.
Fu celebrata una messa solenne in ogni luogo in cui l'unione si completò, allora i donatisti fecero circolare una voce secondo cui venivano poste sull'altare ed adorate immagini dell'imperatore. Poiché non se ne hanno evidenze storiche e poiché i legati imperiali fecero solo dei semplici discorsi in favore dell'unità, sembra che la riunione avvenne con meno incidenti o violenze di quanto ci si potesse aspettare. I cattolici ed i loro vescovi lodarono Dio per la pace che si era instaurata, tuttavia dichiaravano che non avevano responsabilità per le azioni di Paolo e Macario. L'anno successivo, Grato, il vescovo cattolico di Cartagine, convocò un concilio, dal quale fu vietata la reiterazione del battesimo e, per compiacere i donatisti, furono nuovamente condannati i traditores. Fu anche vietato di onorare i suicidi come martiri.

## Restaurazione del donatismo da parte di Giuliano
L'imperatore Giuliano, appartenente alla dinastia costantiniana ma professante l'antica Religione romana, volle interrompere la lotta tra le fazioni del cristianesimo e permettere la libertà religiosa nell'Impero; a tale scopo permise ai vescovi cattolici che erano stati esiliati da Costanzo II di tornare alle sedi che ormai erano occupate dagli ariani. Lo stesso, dietro loro richiesta, fu permesso ai donatisti, ai quali furono anche restituite le chiese. Messi nuovamente a contatto, i sostenitori delle diverse correnti cristiane scatenarono nuove violenze sia ad oriente che ad occidente. "La vostra furia", scriveva Ottato, "è tornata in Africa nello stesso momento in cui il diavolo è stato liberato", poiché lo stesso imperatore ha restaurata la supremazia del paganesimo ed ha permesso il ritorno dei donatisti in Africa.
Ottato, nella sua opera, elencava gli eccessi commessi dai donatisti al loro ritorno: hanno occupato le basiliche con le armi, hanno commesso così tanti omicidi che fu inviata all'imperatore stesso una relazione su questi ultimi. Agli ordini di due vescovi, una fazione attaccò la basilica di Lemellef, ne scoperchiò il tetto e lanciò le tegole sui diaconi che stavano intorno all'altare uccidendone due. In Mauretania disordini segnalarono il ritorno dei donatisti. In Numidia due vescovi si avvalsero della compiacenza dei magistrati per scatenare tumulti, espellere i fedeli, ferire uomini, donne e bambini. Dal momento che non ammettevano la validità dei sacramenti amministrati dai traditores, quando si impossessavano delle chiese, gettavano l'eucaristia ai cani, ma i cani, impazziti attaccavano i loro padroni. Un'ampolla contenente crisma gettata da una finestra fu ritrovata integra sulle rocce. Due vescovi si resero colpevoli di stupro; uno di questi sequestrò l'anziano vescovo cattolico e lo condannò a pubblica penitenza. Tutti i cattolici che poterono forzare ad unirsi a loro furono costretti alla penitenza, anche chierici di ogni rango e bambini, in contrasto con la legge della Chiesa. Alcuni per un anno, altri per un mese, altri ancora solo per un giorno. Nel prendere possesso di una basilica, ne distruggevano l'altare, o lo rimuovevano, al limite ne raschiavano la superficie. A volte rompevano i calici e li rivendevano come metallo. Lavavano i pavimenti, le pareti e le colonne. Non contenti del recupero delle chiese, utilizzavano funzionari pagani per impossessarsi degli arredi sacri e, soprattutto, dei libri (come potevano purificare i libri? Si chiedeva Ottato), lasciando, spesso, la congregazione cattolica senza libri. Persino i cimiteri furono chiusi ai morti cattolici.
La rivolta di Firmo, un capo mauretano che aveva sfidato il potere di Roma ed assunto il titolo di imperatore (366-372), fu, senza dubbio, sostenuta dalla fazione donatista. Nel 373 l'imperatore Valentiniano I inasprì le leggi contro di loro e, successivamente, nel 377, l'imperatore Graziano scrisse al vicario del prefetto, Flaviano, egli stesso donatista, ordinandogli di consegnare tutte le basiliche degli scismatici ai cattolici. Agostino d'Ippona riportava che vennero incluse nell'ordine anche le chiese che avevano costruito i donatisti stessi. L'imperatore in persona impose a Claudiano, il vescovo donatista di Roma, di tornare in Africa; nel momento in cui rifiutò di obbedire, un sinodo romano lo scacciò ad un centinaio di miglia dalla città. È probabile che il vescovo cattolico di Cartagine, Genetlio, fu l'artefice della morbida applicazione delle leggi in Africa.

## Ottato di Milevi
Il campione dell'ortodossia, il vescovo Ottato di Milevi, compose l'opera De schismate Donatistarum in risposta a quella del vescovo donatista di Cartagine, Parmeniano, sotto Valentiniano I e Valente (364-375) (così riportava Girolamo). Ottato stesso affermava di aver scritto la sua opera dopo la morte di Giuliano (363) e più di 60 anni dopo l'inizio dello scisma (intendendo la persecuzione del 303). L'opera è sopravvissuta in una edizione diversa, manipolata dopo la consacrazione di papa Siricio (dicembre 384), con un settimo libro aggiunto ai sei originali. Nel primo libro Ottato descriveva l'origine e l'evolversi dello scisma; nel secondo spiegava le posizioni della Chiesa di Roma; nel terzo difendeva i cattolici dall'accusa di aver perseguitato i donatisti, riferendosi specialmente ai giorni di Macario. Nel quarto libro confutava Parmeniano sul sacrificio di un peccatore. Nel quinto libro dimostrava la validità del battesimo anche se amministrato da peccatori, poiché è sempre conferito da Cristo, essendo il ministro un semplice strumento. Questa è la prima volta che, nella dottrina, la grazia dei sacramenti viene attribuita direttamente all'opus operatum di Cristo, indipendentemente dalla dignità del ministro. Nel sesto libro descriveva la violenza dei donatisti e la maniera sacrilega in cui avevano trattato gli altari cattolici. Nel settimo libro trattava precipuamente di unità e riunione, tornando sugli episodi legati a Macario.
Chiamava Parmeniano "fratello" ed avrebbe voluto trattare i donatisti come fratelli perché non li considerava eretici. Come altri Padri, era convinto che solamente pagani ed eretici sarebbero precipitati all'inferno; gli scismatici e tutti i cattolici si sarebbero potuti salvare dopo un periodo di purgatorio. Questo è un fatto curioso, poiché, in Africa, prima di lui e dopo di lui, Cipriano ed Agostino sostennero che lo scisma era negativo come l'eresia, se non peggiore. Ottato fu molto venerato, prima da Agostino e, in seguito, da Fulgenzio di Ruspe. Scrisse con veemenza, a volte con violenza, nonostante le sue proteste di amicizia. Il suo stile era forte ed efficace, spesso conciso ed epigrammatico. A quest'opera allegò una raccolta di documenti contenenti le prove della storia che aveva riferito. Questo dossier, certamente, era stato raccolto molto prima, in ogni caso, prima della pace del 347 e non molto dopo la data del suo ultimo documento, risalente al febbraio del 330; i rimanenti non sono più tardi del 321, e probabilmente furono raccolti proprio in quell'anno. Sfortunatamente queste importanti testimonianze storiche sono sopravvissute solamente in un singolo manoscritto mutilato, poiché l'originale stesso era incompleto. Il dossier fu ampiamente usato nel 411 e venne citato in ampi brani da Agostino, che ha conservato molti interessanti brani che altrimenti ci sarebbero ignoti.

## I Massimianisti
Prima che Agostino prendesse il posto di Ottato, i cattolici avevano acquisito nuovi vantaggi dalle divisioni sorte in seno agli stessi donatisti. Come tanti altri scismi, questo scisma aveva altri scismi al suo interno. In Mauretania e Numidia queste sette separatiste erano così numerose che i donatisti stessi non erano in grado di dare un nome a tutte. Parlavano degli urbanisti e dei claudianisti, che si erano riconciliati con la corrente principale grazie a Primiano di Cartagine; dei Rogatisti, un gruppo mauretano dal carattere mite, poiché al suo interno non c'erano Circoncellioni, che i donatisti fecero severamente punire ogni volta che poterono indurre i magistrati a farlo e che fu perseguitata anche da Ottato di Timgad. Ma la corrente più famosa fu quella dei Massimianisti, poiché la storia della loro separazione dai Donatisti ricalca con esattezza la scissione dei Donatisti dai cattolici e la condotta dei Donatisti nei loro confronti era talmente in contrasto con i loro principi, che nelle mani esperte di Agostino divenne l'arma più efficace di tutto il suo arsenale controversiale.
Primiano, il vescovo donatista di Cartagine, scomunicò il diacono Massimiano. Quest'ultimo (che, come Maggiorino, era sostenuto da una donna) riunì un sinodo di 43 vescovi che invitò Primiano a comparire davanti a lui. Il primate rifiutò l'invito, insultò i loro inviati, cercò di impedirgli di celebrare messa, e gli lanciò contro delle pietre. Il sinodo, allora, lo convocò di fronte ad un concilio più grande che riunì, nel giugno 393, circa un centinaio di vescovi a Cebarsussum. Primiano fu deposto; tutti i chierici avrebbero dovuto lasciare la sua comunione entro otto giorni; se avessero tardato fino a dopo Natale, non gli sarebbe stato consentito di tornare in seno alla Chiesa, anche dopo penitenza; ai laici fu concesso di temporeggiare fino a Pasqua, sotto la stessa pena. Fu nominato un nuovo vescovo di Cartagine nella persona di Massimiano stesso, che fu consacrato da 12 vescovi. I partigiani di Primiano furono ribattezzati. Primiano si ribellò e chiese di essere giudicato da un sinodo di Numidia; nell'aprile 394 si riunirono a Bagai 310 vescovi; il primate non fece la parte dell'accusato, ma presiedette l'assemblea.
Naturalmente fu assolto ed i massimianisti furono condannati senza neanche essere ascoltati. A tutto il clero di Cartagine, tranne i 12 che avevano consacrato Massimiano, fu concesso fino a Natale per tornare, passato questo periodo avrebbero dovuto fare penitenza. Questo decreto, composto in stile eloquente da Emerito di Cesarea e adottato per acclamazione, rese i donatisti ridicoli per aver riammesso degli scismatici senza che avessero fatto penitenza. La chiesa di Massimiano fu rasa al suolo e, dopo che fu terminato il periodo concesso per ravvedersi, i donatisti iniziarono a perseguitare i massimianisti, facendosi passare per cattolici e chiedendo ai magistrati di applicare nei confronti della nuova setta le stesse leggi che gli imperatori cattolici avevano promulgato contro il donatismo. La loro influenza gli consentì loro di farlo perché erano ancora molto più numerosi dei cattolici e, spesso, i magistrati erano della loro stessa fazione. Nella ricezione di coloro che abbandonavano Massimiano furono ancora più incongruenti. La regola era che tutti coloro che erano stati battezzati nello scisma dovevano essere ribattezzati, ma se rientrava un vescovo, lui e tutto il suo gregge venivano riammessi senza formalità. Ciò fu consentito anche nel caso di due dei consacratori di Massimiano, Pretestato di Assur e Feliciano di Musti, dopo che il proconsole aveva cercato invano di espellerli dalle loro sedi, ed anche se un vescovo donatista, Rogato, era già stato nominato ad Assur. In un altro caso, la fazione di Primiano fu più coerente. Salvio, il vescovo massimianista di Membresa, che era stato un altro dei consacratori di Massimiano, fu convocato per due volte dal proconsole affinché lasciasse la sua sede al primianista Restituto. Poiché egli era molto rispettato dalla gente di Membresa, per scacciarlo fu radunata una folla proveniente dalla vicina città di Abitene; l'anziano vescovo fu picchiato e fatto ballare con dei cani morti legati intorno al suo collo. Ma il suo popolo gli costruì una nuova chiesa ed in questa città convissero tre vescovi: un massimianista, un primianista ed un cattolico.
Il leader dei donatisti all'epoca era Ottato, vescovo di Thamugadi (Timgad), detto Gildonianus, per la sua amicizia con Gildone, il Comes d'Africa (386-397). Per dieci anni Ottato, sostenuto da Gildo, fu il tiranno d'Africa. Egli perseguitò i rogatisti ed i massimianisti, ed usò le truppe imperiali contro i cattolici. Agostino narrava che i suoi vizi e la sua crudeltà erano al di là di ogni descrizione; ma ebbero, almeno, l'effetto di gettare in cattiva luce la causa dei donatisti. Anche se era odiato in tutta l'Africa per la sua malvagità, la fazione puritana rimase sempre in piena comunione con il vescovo, che fu un rapinatore, un devastatore, un oppressore, un traditore, ed un mostro di crudeltà. Quando, nel 397, Gildo, dopo essersi nominato capo di tutta l'Africa per qualche mese, cadde, Ottato fu gettato in una prigione dalla quale non uscì vivo.

## Agostino

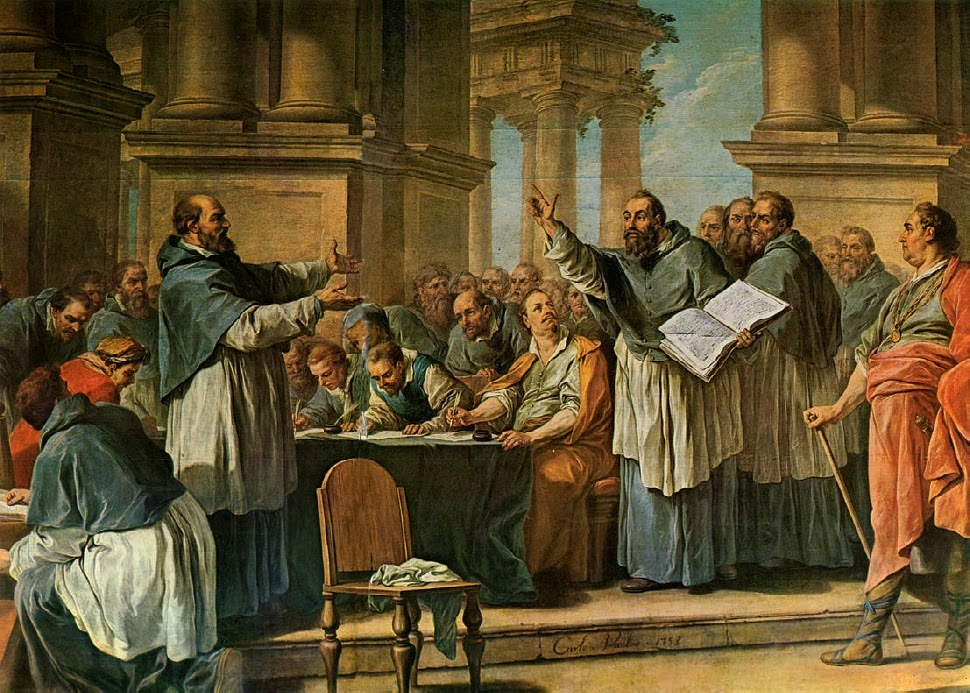
Agostino e i donatisti di Charles-André van Loo

Agostino d'Ippona iniziò la sua vittoriosa campagna contro il donatismo poco dopo essere stato ordinato sacerdote nel 391. Il suo famoso salmo o Abecedarium contro i donatisti fu composto espressamente per far conoscere al popolo le argomentazioni di Ottato. Agostino vi dimostrava che la setta era stata fondata da traditores, condannata dal papa e dal sinodo, era separata dal resto del mondo ed era causa di divisioni, violenza e spargimenti di sangue; la vera Chiesa è l'unica Vite i cui rami sono su tutta la terra. Dopo che Agostino divenne vescovo, nel 395, ebbe modo di dialogare con alcuni dei leader donatisti, anche se non con il suo rivale diretto a Ippona.
Nel 400 scrisse tre libri contro una lettera di Parmeniano, confutando le sue calunnie e le sue argomentazioni sulle Scritture. Più importanti, però, furono i sette libri sul battesimo, in cui, sviluppando quanto affermato da Ottato, affermava che l'effetto del sacramento è indipendente dalla santità del ministro. Il principale controversialista donatista di qui tempi era Petiliano, vescovo di Costantina, un successore del traditor Silvano. Agostino scrisse due libri in risposta a una sua lettera contro la Chiesa, aggiungendone un terzo per rispondere a un'altra lettera in cui egli stesso veniva attaccato da Petiliano. Prima di quest'ultimo libro pubblicò il De Unitate Ecclesiae (circa 403). A queste opere devono essere aggiunti alcuni sermoni e alcune lettere che sono dei veri e propri trattati.
Le argomentazioni utilizzate da Agostino contro il donatismo seguivano tre direttrici. In primo luogo seguì l'evidenza storica della regolarità della consacrazione di Ceciliano, dell'innocenza di Felice di Aptonga, delle colpe dei fondatori della Chiesa "Pura", dei giudizi pronunciati dal papa, dal sinodo e dall'imperatore, della vera storia di Macario, del barbaro comportamento dei donatisti sotto Giuliano, della violenza dei circoncellioni e così via. In secondo luogo utilizzò argomentazioni dottrinali: prove dal Vecchio e dal Nuovo Testamento secondo cui la Chiesa è cattolica, diffusa in tutto il mondo e, necessariamente, una e unita; il ricorso alla Sede di Roma, dove la successione dei vescovi è ininterrotta da san Pietro stesso: Agostino basò il suo elenco dei papi su quello di Ottato (Ep. li) e, nel suo salmo, cristallizzò l'argomento con la famosa frase: "Questa è la roccia contro la quale le porte degli inferi non prevarranno". Un ulteriore ricorso veniva fatto alla Chiesa Orientale, specialmente alle Chiese apostoliche a cui Pietro, Paolo di Tarso, e Giovanni evangelista scrissero varie epistole e che non erano in comunione con i donatisti. La validità del battesimo conferito dagli eretici e l'empietà del ribattezzare erano punti importanti. Tutti questi temi erano, però, già presenti in Ottato. La terza direttrice, di matrice completamente agostiniana, comprendeva l'argumentum ad hominem tratto dall'incoerenza dei donatisti stessi: Secondo aveva perdonato i traditores; era stata concessa la piena comunione a malfattori, quali Ottato Gildoniano e i circoncellioni; Ticonio si era rivoltato contro la sua stessa fazione; Massimiano si era diviso da Primato come Maggiorino da Ceciliano; i massimianisti erano stati riammessi senza essere stati ribattezzati.
Quest'ultima direttrice di argomentazioni fu di grande valore pratico e portò a molte conversioni proprio per le contraddizioni dei donatisti. Questo punto fu particolarmente sottolineato dal Concilio di Cartagine del settembre 401, che aveva chiesto ai magistrati informazioni sul trattamento dei massimianisti. Lo stesso Sinodo ripristinò l'antica regola, da tempo abolita, secondo la quale, se tornati in seno alla Chiesa, i vescovi e il clero donatista avrebbero dovuto mantenere il loro rango. Papa Anastasio I scrisse al Concilio sottolineando l'importanza della questione donatista. Un altro concilio, nel 403, organizzò pubbliche dispute con i donatisti. Questa energica azione portò i circoncellioni a nuove violenze. La stessa vita di Agostino fu in pericolo.
Il suo futuro biografo, il vescovo Possidio di Calama, fu insultato e maltrattato da un gruppo guidato dal sacerdote donatista Crispino. Il vescovo di quest'ultimo, anch'egli chiamato Crispino, fu processato a Cartagine e multato di dieci libbre d'oro quale eretico. Questo fu il primo caso noto di un donatista dichiarato eretico, ma da questo momento in poi divenne la regola. Anche il crudele trattamento riservato a Massimiano, vescovo di Bagai, venne dettagliatamente riportato da Agostino.
All'inizio del 405, l'imperatore Onorio fu indotto dai cattolici a rinnovare le vecchie leggi contro i donatisti. Ne sortirono alcuni buoni risultati, ma i circoncellioni di Ippona furono incitati a nuova violenza. In questo periodo il grammatico Cresconio difese una lettera di Petiliano contro la quale Agostino scrisse quattro libri. Il terzo e il quarto sono particolarmente importanti, perché vi si parlava del trattamento riservato ai massimianisti da parte dei donatisti, venivano citati gli Atti del Concilio di Cirta presieduto da Secondo e altri importanti documenti. Agostino rispose anche a un altro pamphlet di Petiliano con il De baptismate unico.

## LaCollatiodel 411

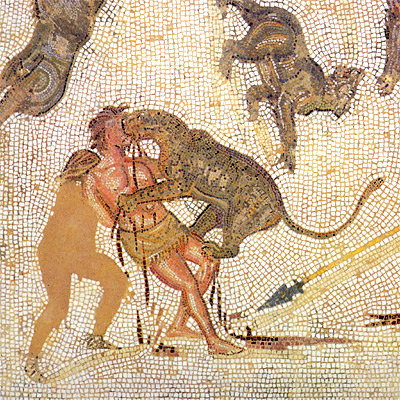
Damnatio ad bestias dal museo di Susa (Tunisia)

Un tempo, Agostino aveva sperato di far riconciliare i donatisti con la sola ragione. Però la violenza dei circoncellioni, la crudeltà di Ottato di Thamugadi, i recenti attacchi ai vescovi cattolici avevano fornito la prova del fatto che la repressione da parte del braccio secolare era assolutamente inevitabile. Non era necessariamente un caso di persecuzione per le opinioni religiose, ma semplicemente un caso di tutela della vita e della proprietà e di garanzia di libertà e sicurezza per i cattolici. Tuttavia le leggi andarono ben oltre questo aspetto. Quelle di Onorio furono nuovamente promulgate nel 408 e nel 410. Nel 411, dietro richiesta dei vescovi cattolici, l'imperatore stesso ordinò che si organizzassero dispute pubbliche su vasta scala. Con questo metodo la gente d'Africa e l'opinione pubblica veniva costretta a riconoscere i fatti tramite la pubblica esposizione della debolezza delle posizioni separatiste.
L'imperatore inviò un funzionario di nome Marcellino, un ottimo cristiano, a presiedere alla disputa quale cognitor. Questi pubblicò un proclama in cui dichiarava che avrebbe fatto esercizio di assoluta imparzialità sia nello svolgimento del procedimento che nella sentenza definitiva. Ai vescovi donatisti che avrebbero dovuto partecipare alla disputa sarebbero state restituite, momentaneamente, le basiliche che gli erano state tolte. Il numero di coloro che giunsero a Cartagine era molto grande, anche se minore dei 279 le cui firme erano state apposte ad una lettera a Marcellino. I vescovi cattolici erano 286. Marcellino decise che ciascuna parte avesse dovuto nominare 7 rappresentanti, i soli che avrebbero avuto titolo per parlare, 7 consiglieri che avrebbero potuto consultare, e quattro segretari per mantenere traccia dell'avvenimento. Così, in tutto erano presenti soltanto 36 vescovi. I donatisti lamentarono che era un espediente per impedire che fosse conosciuto il loro grande numero, ma i cattolici non obiettarono al fatto che tutti fossero presenti, purché non arrecassero disturbo.
Il principale oratore della fazione cattolica, accanto al venerabile vescovo di Cartagine, Aurelio, fu, naturalmente, Agostino, la cui fama si era già diffusa in tutta la Chiesa. Il suo amico, Alipio di Tagaste, ed il suo discepolo e biografo, Possidio, erano fra i sette. I principali oratori donatisti erano Emerito di Cesarea in Mauritania, e Petiliano di Costantina; quest'ultimo parlò o interruppe circa 150 volte, finché, il terzo giorno era così rauco che dovette desistere. I cattolici fecero la generosa proposta che ogni vescovo donatista che si fosse unito alla Chiesa, avrebbe presieduto alternativamente con il vescovo cattolico la sede episcopale, a meno che il popolo si fosse opposto, in questo caso, entrambi si sarebbero dovuti dimettere e si sarebbe svolta una nuova elezione.
La conferenza si riunì l'1, il 3, e l'8 giugno. La politica donatista fu quella di sollevare obiezioni tecniche al fine di causare ritardi e di usare tutti i mezzi per impedire agli oratori cattolici di esporre le loro argomentazioni. Il caso cattolico, tuttavia, fu chiaramente enunciato il primo giorno in cui furono lette le lettere inviate dai vescovi cattolici a Marcellino ed ai suoi incaricati per istruirli sulle procedure da utilizzare. In ogni caso, si giunse alla discussione dei punti importanti solo il terzo giorno, dopo molte interruzioni. Fu allora evidente che la mancanza di volontà dei donatisti di avere una vera discussione era dovuta al fatto che essi non potevano rispondere alle argomentazioni ed ai documenti prodotti dai cattolici. La mancanza di sincerità, come pure la goffaggine e le contraddizioni della loro setta nuocette alla loro causa. I principali punti dottrinali e le prove storiche esposti dai cattolici, invece, filarono alla perfezione.
Il cognitor, pertanto, si espresse in favore dei vescovi cattolici. Le chiese, che erano state provvisoriamente restituite ai donatisti gli vennero tolte; le loro assemblee furono proibite con gravi pene. Le terre di coloro che consentivano ai circoncellioni di stare sulla loro proprietà dovevano essere confiscate. I verbali di questa grande conferenza furono consegnati a tutti gli oratori affinché li approvassero ed il riassunto di ogni discorso fu sottoscritto dagli speaker a garanzia della sua accuratezza. Questi manoscritti sono tuttora esistenti per quanto riguarda la metà del terzo giorno; per il resto esistono solo gli argomenti di ogni intervento. Questi sommari furono redatti per ordine di Marcellino. Agostino compose un celebre sunto delle discussioni nel Breviculus Collationis, e scese in maggiori dettagli su un paio di punti in un ulteriore pamphlet, Ad Donatistas post Collationem.
Il 30 gennaio 412, Onorio promulgò una legge definitiva contro i donatisti, rinnovando la vecchia legislazione e aggiungendo una serie di ammende per il clero donatista, per i laici e per le loro mogli: gli illustres dovevano pagare cinquanta libbre d'oro, gli spectabiles quaranta, i senatores ed i sacerdotales trenta, i clarissimi ed i principales venti, i decuriones, i negotiatores ed i plebeii cinque, mentre i circoncellioni avrebbero dovuto pagare dieci libbre d'argento. Gli schiavi dovevano essere rimproverati dai loro padroni, i coloni dovevano essere puniti con ripetute percosse. Tutti i vescovi e religiosi furono esiliati dall'Africa. Nel 414, le ammende per coloro che erano di alto rango furono aumentate: un proconsole, vicario, o comes veniva multato di 200 libbre d'oro, un senatore di un centinaio. Nel 428 fu promulgata una nuova legge.
Marcellino, che era diventato amico di Agostino, cadde vittima (si suppone) del rancore dei donatisti, poiché fu messo a morte nel 413, come complice della rivolta di Eraclio, Comes d'Africa, nonostante gli ordini dell'imperatore, che non credeva nella sua colpevolezza. Il donatismo era ormai stato screditato grazie alla Collatio ed era proscritto dalle leggi persecutorie di Onorio. Tuttavia, non sembra che le leggi siano state rigidamente applicate, poiché in Africa era ancora presente del clero donatista. Nel 418 l'ingegnoso Emerito era ancora a Cesarea e, per volere di papa Zosimo, Agostino lo incontrò, ma senza risultati. In ogni caso, il donatismo era finito. Già prima della Collatio i vescovi cattolici in Africa sono molto più numerosi dei donatisti, tranne che in Numidia. Dal tempo dell'invasione dei Vandali (430) si sentì parlare molto poco di loro, fino ai giorni di papa Gregorio I, quando essi sembrarono tornare, per cui il papa si lamentò presso l'imperatore Maurizio che le leggi non venivano rigorosamente applicate. Comunque, scomparvero definitivamente con l'invasione islamica.

## Scrittori donatisti
Nonostante la prolificità della letteratura donatista del IV secolo, poche sono le opere sopravvissute. Le opere perdute di Donato il Grande erano note a Girolamo, che descriveva il suo libro sullo Spirito Santo come ariano. Lo scritto pseudociprianico De singularitate clericorum è attribuibile a Macrobio e l'opera Adversus aleatores a un antipapa donatista o novazianista. Le argomentazioni di Parmeniano e Cresconio ci sono note anche se le loro opere sono perdute. Monceaux fu in grado di ricavare dagli scritti di Agostino brevi citazioni dalle opere di Petiliano di Costantina e di Gaudenzio di Thamugadi, nonché, dalle citazioni dello pseudoagostiniano Contra Fulgentium Donatistam, un libellus di un certo Fulgenzio.
Di Ticonio Afro è sopravvissuto il trattato De Septem regulis (P.L., XVIII, nuova edizione a cura del professor Burkitt, in Cambridge Texts and Studies, III, 1, 1894) sull'interpretazione delle Sacre Scritture. Il suo commentario sull'Apocalisse non è sopravvissuto, ma fu utilizzato da Girolamo, Primasio, e Beato nei loro commentari sullo stesso libro. Ticonio era celebrato principalmente per le sue opinioni sulla Chiesa, che erano del tutto incongruenti con il donatismo e che Parmeniano cercò di confutare.
Nelle famose parole di Agostino, che spesso fa riferimento alla sua posizione illogica e alla forza con la quale si scagliava contro i dogmi principali della sua setta: "Ticonio assalito da tutti i lati dalle voci delle sacre pagine, si è svegliato e ha visto la Chiesa di Dio diffusa in tutto il mondo, come era stato previsto e preannunciato da tanto tempo attraverso i cuori e le bocche dei santi. E vedendo questo, egli si è impegnato a dimostrare e a far valere nei confronti della sua fazione, che nessun peccato umano, per quanto grande e mostruoso, è in grado di interferire con le promesse di Dio, né l'empietà di alcune persone all'interno della Chiesa può causare la nullità della Parola di Dio, così come l'esistenza e la diffusione della Chiesa fino ai confini della terra, come era stato promesso ai Padri e ora è manifesto." (Contra Epistola Parmeniani, I, i).